# میکائیل (مجموعه تلویزیونی)
میکائیل یک مجموعه تلویزیونی ایرانی به کارگردانی سیروس مقدم، نویسندگی سعید نعمت‌الله و تهیه‌کنندگی الهام غفوری است که از ۲۲ فروردین تا ۱۵ اردیبهشت ۱۳۹۴ از شبکه یک سیما پخش شده است.
این مجموعه تلویزیونی توانست تندیس برتر و دیپلم افتخار بهترین سریال جشنواره فیلم و سریال‌های پلیسی مسکو را از آنِ خود کند.

## خلاصه داستان
رسول رفیق میکائیل، به اشتباه قربانی توطئه اشرار می‌شود. سرگرد میکائیل موحد (با بازی کامبیز دیرباز) که پلیس سختکوش و پرتلاشی است، برای استقرار نظم و آرامش بیشتر، عزم خود را جزم می‌کند و با تکیه بر حمایت‌های مردم، دل به دریا می‌زند و…

## بازیگران
| بازیگر         | نقش                | توضیح                                                       |
| -------------- | ------------------ | ----------------------------------------------------------- |
| کامبیز دیرباز  | سرگرد میکائیل موحد | نقش اصلی، برادر مهری، خواهرزاده عبدالله، رفیق رسول          |
| بهنوش طباطبایی | یاس                | همسر رسول، مادر خشایار، زن‌برادر رشید، عروس عبدالله          |
| کامران تفتی    | رشید زیبا          | پسر عبدالله، برادر رسول                                     |
| متین ستوده     | مهری موحد          | خواهر میکائیل، همسر رشید                                    |
| علیرضا خمسه    | آقاخان             | خان منطقه ۶۰ کیلومتر، خلافکار                               |
| پرویز پورحسینی | عبدالله زیبا       | پدر رشید و رسول، پدرشوهر یاس، پدربزرگ خشایار                |
| علی دهکردی     | سرهنگ حجت دشتی     | رئیس پلیس ۶۰ کیلومتر                                        |
| مهدی صبایی     | رامین              | برادر یاس، دایی خشایار                                      |
| مجید واشقانی   | سهراب محمودی       | سروان کلانتری ۶۰ کیلومتر                                    |
| مجید مشیری     | سرهنگ محمد قطبی    | رئیس اداره پلیس در تهران                                    |
| کاوه سماک‌باشی  | رسول زیبا          | پسر عبدالله، همسر یاس، برادر رشید، پدر خشایار، رفیق میکائیل |
| مریم خدارحمی   | مریم صارم          | نامزد امیر                                                  |
| مجید سعیدی     | میلاد              | از دوستان قدیم میکائیل                                      |
| سیروس میمنت    | عباس               | از ساکنان شصت کیلومتر                                       |
| مختار سائقی    |                    | از ساکنان شصت کیلومتر                                       |
| علی صالحی      | غلام               | نوچه آقاخان                                                 |
| حسین توشه      |                    | پدر میلاد                                                   |
| امیر حمیدزاده  | امیر بالاپوش       | نوچه آقاخان                                                 |
| پرویز سنگ سهیل | مهاجر              |                                                             |
| افسانه تهرانچی | ماهچره             | همسر آقاخان                                                 |
| سانیا سالاری   | مهتاب              | همسر میلاد                                                  |
| نیکان خداداد   | خشایار زیبا        | پسر یاس و رسول، نوه عبدالله، برادرزاده رشید                 |